# Liste der Pfarren im Dekanat Rosegg/Rožek
Das Dekanat Rosegg/Rožek ist ein Dekanat der römisch-katholischen Diözese Gurk.
Es umfasst 14 Pfarren.

## Pfarren mit Kirchengebäuden
| Ort                                     | Patrozinium                               | Kirchengebäude | Bild |
| Augsdorf/Loga vas                       | Hl. Maria Rosenkranzkönigin               | Pfarrkirche Augsdorf - Loga vas Filialkirche Selpritsch/Žoprače |      |
| Damtschach                              | Auferstehung unseres Herrn Jesus Christus | Pfarrkirche Damtschach/Domačale Filialkirche Umberg/Umbar, Filialkirche Ragain/Draganje, Filialkirche Joh. d. Täufer - Privatkapelle |      |
| Gottestal/Skočidol                      | Hl. Margareta                             | Pfarrkirche Gottestal/Skočidol Filialkirche Föderlach/Podravlje, Klosterkirche Wernberg |      |
| Köstenberg/Kostanje                     | Hll. Philippus und Jakobus                | Pfarrkirche Köstenberg/Kostanje Filialkirche Dröschitz/Trešiče, Filialkirche Kerschdorf/Črešnje, Filialkirche Oberdorf/Zgornja vas |      |
| Kranzlhofen/Dvor                        | Hl. Johannes der Täufer                   | Pfarrkirche Kranzlhofen/Dvor Kreuzkapelle, Filialkirche Oberjeserz/Zgornje jezerce, Filialkirche Unterwinklern/Spodnje Vogliče |      |
| Lind ob Velden/Lipa ob Vrbi             | Hl. Martin                                | Pfarrkirche Lind ob Velden/Lipa ob Vrbi Filialkirche St. Lamprecht/Semislavče, Filialkirche Emmersdorf/Tmara vas, Filialkirche Kantnig/Konatiče |      |
| Maria Elend/Podgorje                    | Hl. Maria                                 | Wallfahrtskirche Maria Elend/Podgorje Filialkirche St. Oswald/Št. Ožbolt, Kapelle im Haus Klara ”Pflegeheim”, Bergkapelle/Kapelica |      |
| Petschnitzen/Pečnica                    | Hl. Martin                                | Pfarrkirche Petschnitzen/Pečnica Filialkirche Unterferlach/Spodnje Borovlje |      |
| Rosegg/Rožek                            | Hl. Michael                               | Pfarrkirche Rosegg - Rožek Filialkirche Frojach/Broje, Filialkirche St. Christof am Hum/Podružnična cerkev na Humu, Filialkirche Frög/Breg |      |
| St. Egyden an der Drau/Št. Ilj ob Dravi | Hl. Ägidius                               | Neue Pfarrkirche St. Egyden an der Drau/Št. Ilj ob Dravi Alte Pfarrkirche St. Egyden an der Drau, Filialkirche Rupertiberg/Gora, Filialkirche Latschach/Loče, Filialkirche Kathreinkogel/Sv. Katarina na Jerbergu, Filialkirche Humitz/Marija na Humce |      |
| St. Jakob im Rosental/Št. Jakob v Rožu  | Hl. Jakobus der Ältere                    | Pfarrkirche St. Jakob im Rosental/Št. Jakob v Rožu Filialkirche Rosenbach/Podrožca, Filialkirche St. Peter/Št. Peter, Filialkirche Längdorf/Velika vas, Filialkirche Schlatten/Svatne, Filialkirche Srajach/Sreje, Filialkirche St. Johann/Št. Janž    |      |
| St. Niklas a. d. Drau/Šmiklavž ob Dravi | Hl. Nikolaus                              | Pfarrkirche St. Niklas a. d. Drau/Šmiklavž ob Dravi Filialkirche Egg am Faakersee/Brdo ob Baškern jezeru |      |
| Sternberg/Strmec                        | Hl. Georg                                 | Pfarrkirche Sternberg/Strmec |      |
| Velden am Wörthersee                    | Mariä Himmelfahrt                         | Pfarrkirche Velden am Wörther See Filialkirche St. Jakob |      |